# Lee Ik-hwan
Lee Ik-hwan (koreanisch 이익환; * 17. Januar 1946 in Cheongsong) ist ein ehemaliger südkoreanischer Eisschnellläufer.
Lee nahm von 1968 bis 1971 an internationalen Wettbewerben teil und startete bei den Olympischen Winterspielen 1968 in Grenoble. Dort belegte er den 51. Platz über 1500 m und den 38. Rang über 5000 m. Bei der Winter-Universiade 1968 in Innsbruck lief er auf den 18. Platz über 1500 m, auf den 15. Rang über 3000 m sowie auf den 13. Platz über 5000 m und bei der Winter-Universiade 1970 in Rovaniemi auf den 13. Platz über 500 m sowie auf den siebten Rang über 1500 m. Er nahm an keiner Mehrkampfweltmeisterschaft teil. Sein Sohn Lee Kyu-hyeok nahm als Eisschnellläufer an sechs Olympischen Winterspielen teil und Lee Kyu-hyun an zwei Olympischen Winterspielen im Eiskunstlauf teil.

## Persönliche Bestzeiten
| Disziplin | Zeit       | Datum             | Ort       |
| --------- | ---------- | ----------------- | --------- |
| 500 m     | 42,9 s     | 14. Februar 1971  | Sapporo   |
| 1000 m    | 1:28,3 min | 14. Februar 1971  | Sapporo   |
| 1500 m    | 2:14,5 min | 15. Januar 1971   | Sapporo   |
| 3000 m    | 4:51,3 min | 28. Dezember 1968 | Shibukawa |
| 5000 m    | 8:28,3 min | 15. Februar 1968  | Grenoble  |